# Oh Seong-ok
Oh Seong-ok, född 10 oktober 1972 i Daejeon, är en sydkoreansk handbollstränare och före detta handbollsspelare (mittnia). Hon är en av få idrottare som deltagit i fem raka OS (1992, 1996, 2000, 2004 och 2008). I handboll är det endast Andrej Lavrov och Nikola Karabatić som också uppnått denna merit.

## Olympisk karriär
Oh Seong-ok tog OS-guld 1992 i Barcelona, OS-silver 1996 i Atlanta, OS-silver 2004 i Aten och OS-brons 2008 i Peking.